# جان مارستون (رد دد)
جان مارستون (به انگلیسی: John Marston) شخصیت اصلی و قابل بازی در دو بازی رد دد ریدمپشن و رد دد ریدمپشن: ارواح کابوس و شخصیت قهرمان  در رد دد ریدمپشن ۲ است. او از پدری اسکاتلندی و مادری هرزه در سال ۱۸۷۹ زاده شد در ۱۲ سالگی توسط هوزیا متیوز و داچ وند در لیند پیدا شد و به گنگ آنها پیوست. و بعد از فراز و نشیب هایی طولانی خود را به یکی از ارکان های اصلی گنگ تبدیل کرد. تنها فردی که در گنگ به شیوه رفتاری او علاقه داشت بهترین دوستش آرتور مورگان یعنی شخصیت اصلی رد دد ۲ بود، او همیشه جان را مورد حمایت قرار میداد و این حمایت های او همواره مورد ترغیب آرتور توسط داچ می شد. جان زندگی خود را مدیون فداکاری های آرتور است و در مراحل پایانی بازی نیز انتقام مرگ آرتور را از مایکا بل میگیرد.
از شخصیت جان مارستون تمجیدهای بسیاری از طرف کارشناسان شد که عامل اصلی موفقیت این شخصیت را بلوغ اصلی این شخصیت به همراه پیچیدگی اخلاقی و ابهاماتی که در شخصیت وی مشاهده می‌شد نام بردند.